# Александар Шћекић
Александар Шћекић (Иванград, 12. децембар 1991) црногорски је фудбалер, који игра на средини терена, а тренутно наступа за Партизан.

## Клупска каријера
Шћекић је свој сениорски деби имао у екипи Берана у сезони 2009/10. када је клуб изгубио прволигашки статус. Ипак, он је наставио да игра у Првој лиги Црне Горе јер је позајмљен екипи Ловћена где је током првог дела сезоне 2010/11. наступио на 13 утакмица. За други део ове сезоне се вратио у Беране и помогао клубу да се врати у Прву лигу Црне Горе.
Био је стандардан у екипи Берана током сезоне 2011/12. али клуб није успео да сачува прволигашки статус. Наставио је да игра у највишем рангу јер је позајмљен прволигашу Јединству из Бијелог Поља за први део сезоне 2012/13. За други део ове сезоне се вратио у Беране и играо поново у Другој лиги Црне Горе до краја сезоне 2012/13.
У лето 2013. године је потписао за друголигаша Бокељ. Са Бокељом је освојио прво место у друголигашкој сезони 2013/14, чиме је клуб изборио пласман у највиши ранг. У сезонама 2014/15. и 2015/16. је био стандардан у првом тиму Бокеља, одигравши 61 утакмицу у Првој лиги Црне Горе. У јуну 2016. године је потписао трогодишњи уговор са турским Генчлербирлигијем. У сезони 2016/17. је одиграо 11 утакмица у Суперлиги Турске да би у наредној 2017/18. наступио на 24 суперлигашке утакмице, постигавши притом и два гола од чега је један Бешикташу а други Галатасарају.
У августу 2018. је потписао уговор са Партизаном. Провео је у Партизану наредне три и по године и освојио је Куп Србије за сезону 2018/19. Одиграо је у Партизановом дресу укупно 133 утакмице, постигао је 12 голова и забележио девет асистенција. У јануару 2022. године је потписао уговор са пољским  Заглебјем.

## Репрезентација
Шћекић је био члан млађих репрезентативних селекција Црне Горе. За сениорски тим је дебитовао 2016. године код селектора Љубише Тумбаковића.

### Статистика
| Тим       | Година | Наступи | Голови |
| --------- | ------ | ------- | ------ |
| Црна Гора | 2016.  | 6       | 0      |
| Црна Гора | 2017.  | 3       | 0      |
| Црна Гора | 2018.  | 6       | 0      |
| Црна Гора | 2019.  | 2       | 0      |
| Црна Гора | 2020.  | 5       | 0      |
| Црна Гора | 2021.  | 7       | 0      |
| Црна Гора | 2022.  | 7       | 0      |
| Црна Гора | 2023.  | 4       | 0      |
| Укупно    | Укупно | 40      | 0      |

## Трофеји

### Партизан
- Куп Србије (1) : 2018/19.